# Spuihuis (Lier)
Het Spuihuis is het vroegere sashuis aan de binnennete. Het gebouw werd opgericht op een spuisluis in Lier, in de Belgische provincie Antwerpen. Het gebouw dateert uit de 16e eeuw en vierde in 2016 zijn 500ste verjaardag.

## Historiek
Na het uitgraven van een verbinding tussen de Grote en de Kleine Nete in 1426, bouwden de architecten Antoon I en Antoon II Keldermans het Groot Spui van 1508 tot 1516. Er kwamen twee sluizen, het Groot en het Klein Spui. Nu blijft enkel het Groot Spui over.

## Functie

### Historisch
De sluis had de functie van waterbeheersing van de stad. Ze werd namelijk gebouwd op de Kleine Nete die Lier doorkruiste. Men kon er het water tijdelijk opsparen en dan door de stad laten lopen, om de stad te "spuien" (schoon te spoelen). Bij overstromingsgevaar kon men de sluis sluiten en werd het water via een verbindingskanaal naar de Grote Nete geleid, die een boog maakte rond de stad. Naast de functie van waterbeheersing had het ook een rol in de verdediging van de stad.
Het gebouw op de sluis diende aanvankelijk voor de huisvesting van de sluiswachter. Bij oudere Lierenaars heeft het ook nog de bijnaam "pesthuis". Deze naam is echter niet geheel correct gekozen, het eigenlijke pesthuis bevond zich een eind verder langs de Grote Nete.

### Actueel
Momenteel ligt het Spuihuis aan het begin van de Binnennete, terwijl de Kleine Nete sneller in de Grote Nete uitmondt en zo verder rond de stad loopt.
Het Spuihuis werd in 2009 grondig gerestaureerd en dient sinds 2012 als clublokaal voor de Sociëteit van de Schaepshoofden, een nog jonge Lierse vereniging die zich tot doel heeft gesteld prestigieuze culturele manifestaties te organiseren. Het wordt ook onderverhuurd voor culturele en recreatieve activiteiten.

## Fotogalerij

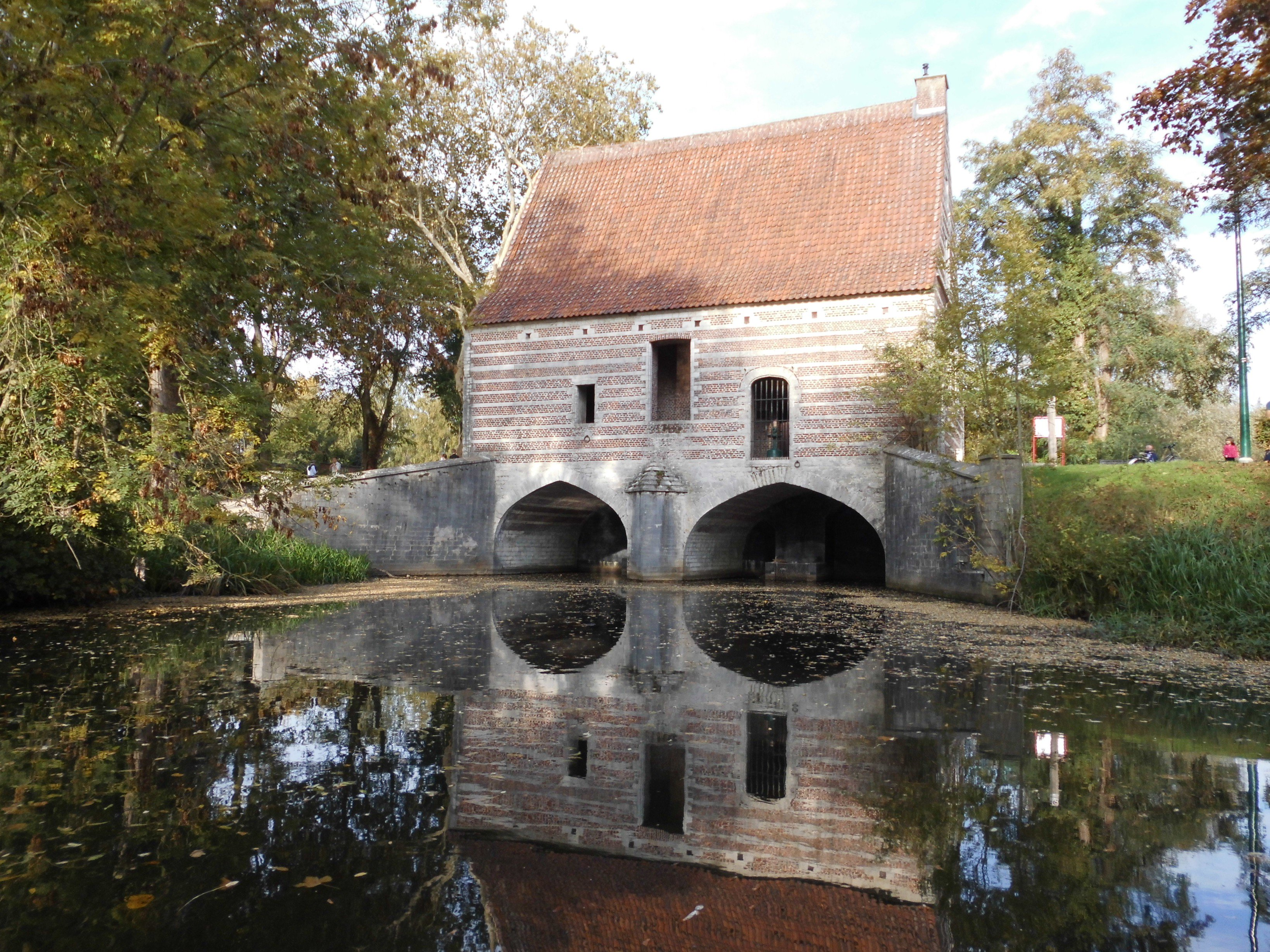
Spuihuis te Lier
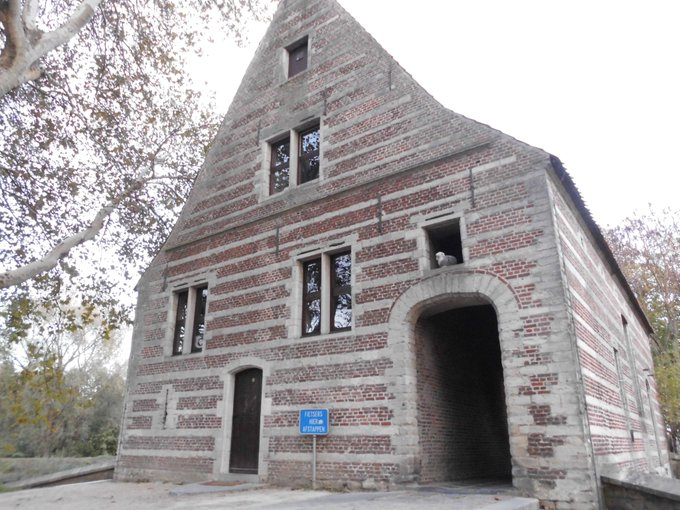
Spuihuis te Lier
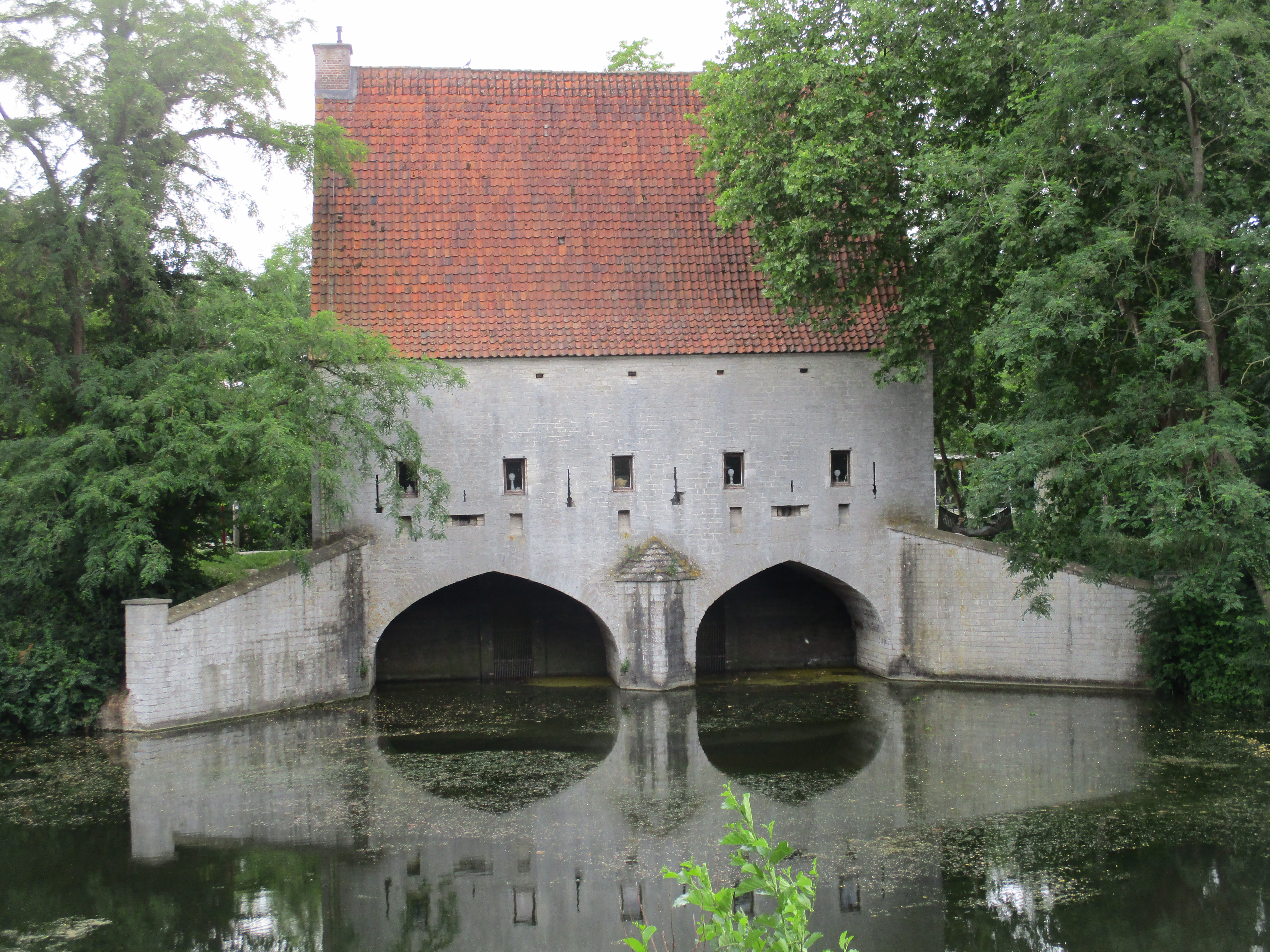
Achterkant spuihuis te Lier